# Caccobius punctatissimus
Caccobius punctatissimus là một loài bọ cánh cứng trong họ Bọ hung (Scarabaeidae).